# Glory to the Brave
Glory to the Brave (englisch für „Ruhm für die Mutigen“) ist das erste Studioalbum der schwedischen Power-Metal-Band Hammerfall. Auch wenn sich die Band bereits 1993 gegründet hatte, erschien dieses Album erst im Jahre 1997, da sich die Band zuvor vor allem mit Livemusik und Covern beschäftigt hatte. Bereits 1996 wurde das Album in Zusammenarbeit mit dem holländischen Label Vic Records in Holland veröffentlicht. Nachdem Anfang 1997 ein Vertrag mit dem deutschen Label Nuclear Blast unterzeichnet wurde, erfolgte – noch im gleichen Jahr – die europaweite Veröffentlichung.
Das Album wurde ein weltweiter Erfolg und stieg in Deutschland auf Platz 36 der Charts ein. Es löste einen neuen Metal-Boom in Europa aus, nachdem der traditionelle Heavy Metal im Laufe der 1990er Jahre bereits totgesagt worden war. Das deutsche Magazin Visions führte Glory to the Brave auf ihrer 2019 veröffentlichten Liste der 55 besten schwedischen Rockalben.

## Titelliste
1. The Dragon Lies Bleeding (Jesper Strömblad, Joacim Cans) – 4:22
2. The Metal Age (Oscar Dronjak, Jesper Strömblad, Joacim Cans) – 4:29
3. Hammerfall (Oscar Dronjak, Jesper Strömblad, Joacim Cans) – 4:47
4. I Believe (Joacim Cans, Peter Stalfors) – 4:54
5. Child of the Damned (Bill Tsamis) – 3:42 (Originalinterpret: Warlord)
6. Steel Meets Steel (Oscar Dronjak) – 4:02
7. Stone Cold (Jesper Strömblad, Oscar Dronjak, Joacim Cans) – 5:44
8. Unchained (Jesper Strömblad, Oscar Dronjak, Joacim Cans) – 5:38
9. Glory to the Brave (Oscar Dronjak, Jesper Strömblad, Joacim Cans) – 7:20

### Bonustrack
1. Ravenlord (Harald Spengler) – 3:31 (Originalinterpret: Stormwitch)

## Singleauskopplungen
Der Song Glory to the Brave wurde auf der gleichnamigen Single extra veröffentlicht.